# 瓦莫索包迪
瓦莫索包迪（匈牙利語：Vámosszabadi）是匈牙利杰尔-莫雄-肖普朗州所辖的一个村。总面积22.37平方公里，总人口1593，人口密度71.2人/平方公里（2011年1月1日）。